# Sur les ossements des morts
Sur les ossements des morts est un roman polonais de Olga Tokarczuk publié en 2009, et en français par les éditions Noir sur Blanc en 2012 et par les Éditions Libretto en 2014.

## Cadre
L'action se déroule sur presque une année dans les années 2000-2008, au sud-ouest de la Pologne, en voïvodie de Basse-Silésie (Wrocław), dans le powiat de Kłodzko, pas loin de Kudowa, Nowa Ruda et Ząbkowice, dans la chaîne des Sudètes, et surtout à la frontière tchèque (du côté de Nachod).
La ville de référence est Kłodzko, le village (avec commerces et services publics) n'a pas de nom mais une ambiance justifiant son surnom de La Transyslvanie,  l'essentiel se passe non pas dans la vallée, mais sur le plateau, près du col, au hameau de Luftzug. Ce hameau Courant d'air comporte sept maisons, trois résidences permanentes : Madame Doucheyko, Matoga et Grand Pied ; et quatre de vacances : les Professeurs de Wroclaw, l'Écrivaine à minerve (pour arthrose cervicale) et parfois son amie Agata, la famille Dupuits, la maison de location appartenant à Glaviot, avec ses gens de passage.
Les trois résidents permanents sont plutôt des êtres humains vieillissants, taiseux, distants, peu sociables, capables de supporter six mois d'hiver, de neige, d'isolement, de forêt, de présences animales : biches de Tchéquie dites les Demoiselles, chevreuils, renards, sangliers, jocasses (grives), pies, chauves-souris, martres, etc. Le hameau est sans doute promis à destruction, par réactivation d'une carrière...

## Résumé
Une nuit d'hiver, Matoga réveille sa voisine : Grand Pied est mort. Ils s'en occupent à son domicile en attendant que les autorités interviennent. Un pauvre petit salopard de braconnier, la cinquantaine, cadavre recroquevillé, gnome, velu comme un troll, corps de kobold, aussi répugnant mort que vif, homme de la forêt sans la respecter, étranglé par un os de biche. Elle subtilise la tête tranchée de la biche, les quatre pieds et quelques documents. Au petit matin, avec les chômeurs informés (coupeurs de bois), s'organise un office funéraire avant qu'arrivent dans l'ordre prêtre, police, chasse-neige, puis corbillard.
La narratrice, Jennina Doucheyko, passe son temps à établir des horoscopes, tenir des éphémérides. Ancien ingénieur des ponts et chaussées, obligée d'arrêter pour raisons de santé, elle est devenue enseignante, et depuis sa mise à la retraite, elle donne une demi-journée hebdomadaire d'anglais en école primaire au village. Elle est consciente qu'on la considère comme toquée, cinglée, folle à lier, parce qu'elle parle trop d'astrologie, de vengeance animale, de son petit cimetière animalier derrière sa maison, et de la planète : un jour viendra où elle aura notre peau (p. 53). Elle est la gardienne de la propriété des voisins. Avec ses jumelles et son Toyota Samouraï, bien équipée, elle fait des tournées d'inspection : elle sait observer, apprécier la nature sauvage, et s'insurger contre les abus des êtres humains.
Elle écrit de nombreuses lettres de protestation à la police contre les maltraitances, toutes laissées sans suite. Et elle l'a fait contre Grand Pied. Elle a des angoisses, des anxiétés, des visions : sa mère, sa grand-mère... Elle a des problèmes de santé : douleurs osseuses, engourdissements, crampes, vibrations bilieuses, peau à protéger du soleil. Elle reprend de l'énergie quand elle peut tenir des discours engagés pour les droits des animaux sauvages, contre la chasse illégale, le braconnage, les maltraitances, les râteliers (utilisés pour attirer les herbivores pour mieux les abattre), les ambons ou les cabanes perchées de chasse.
On lui tue ses deux chiennes, mes Petites Filles. 
Elle est évacuée d'une scène de chasse nocturne illégale, mais le commandant de police est retrouvé peu après le crâne défoncé dans un puits, avec de nombreuses traces de sabots de biches. 
La population s'inquiète, les rumeurs s'emballent : vengeance animale, chupacabra, légende du chasseur nocturne (p. 210), vidéo de cerf chassant son chasseur.
Quelques belles scènes d'amitié, dont celle des trois faunes (Doucheyko, Matoga, Boros), celle du bal costumé (des amis des champignons, avec le loup et le chaperon rouge) et tous les repas partagés (dont la soupe à la moutarde). 
Quelques scènes plus inquiétantes comme le sermon de Froufrou à l'office aux chasseurs pour la fête de Saint-Hubert, l'esclandre, l'expulsion, et l'apparition de deux pies pyromanes.

## Personnages
- Jennina Doucheyko, narratrice, propriétaire de sa maison (et d'un appartement, rue de la Prison, à Wroclaw),
- Swietopelk Swierszczynski Matoga, voisin, technicien, minutieux,
- Grand Pied, voisin, né le 21 décembre 1950, et sa chienne-martyre Maryzia,
- le chef policier procureur, Manteau Noir, fils de Matoga,
- le prêtre, Père Froufrou,
- le Dentiste, du hameau voisin Achthosie (Huit-Maisons), en exercice illégal,
- Anselme Glaviot, riche propriétaire d'un élevage de renards blancs, soupçonné de trafics divers,
- Bonne Nouvelle, qui tient un dépôt de vêtements d'occasion,
- Dyzio, Dionisy, ancien élève de Jennina, policier, s'occupant d'installer un nouveau système informatique, traduisant avec Jennina les textes de William Blake.
- Boros Szajder, entomologiste, spécialiste de coléoptères, dont le cucujus vermillon,
- Dr Ali, dermatologue, nomade,
- Honza, libraire en Tchéquie,
- Le Président de l'Association des amis des champignons, son épouse
- et quelques silhouettes comme Œil de Loup le garde-forestier, les chasseurs, les enfants, la directrice de l'école...

## Chapitrage
1. Et maintenant, faites attention !
2. L'autisme testotéronien
3. Lumière éternelle
4. Neuf cent quatre-vingt-dix-neuf morts
5. Une lumière sous la pluie
6. Trivialité et banalité
7. Discours pour un caniche
8. Uranus en Lion
9. L'infiniment grand dans l'infiniment petit
10. Cucujus vermillon
11. Le chant des chauves-souris
12. La bête féroce
13. Le chasseur nocturne
14. La Chute
15. Hubertus
16. La photographie
17. La Vierge

## Thématiques
Le vieillissement d'êtres vivants implique dysfonctionnements, maladies, enfermement, mort.
Le meurtre d'êtres humains dans une société moderne occidentale implique police, enquête, interrogatoire, perquisition, arrestation...
Le meurtre d'animaux implique une réflexion active sur le braconnage, la chasse, etc.
La narratrice revendique ses relatives compétences en astrologie (sur ordinateur) en faisant référence à Swedenborg (1688-1772) et même à Wilhelm Wulff (en) (1892-1979) : le mal est dans Saturne.
Dyzio et Jennina traduisent ensemble des textes de William Blake (1757-1827), ouvrant le récit sur une autre forme d'ésotérisme, dont les références à Urizen. Le titre original du roman est une citation du livre de Blake Le Mariage du Ciel et de l'Enfer (1793) : Conduisez votre charrue à travers les os des morts (p. 241).

## Éditions
- Sur les ossements des morts, Lausanne, Éditions Noir sur Blanc, coll. « Littérature étrangère », 2012, 298 p.  (ISBN 978-2-88250-260-5)
- Sur les ossements des morts, Paris, Éditions Libretto, 2014, 288 pages  (ISBN 978-2-36914-115-0)

## Réception
Les recensions francophones sont bonnes,,,.

## Adaptation cinématographique
- Spoor (film, 2017) (Pokot) d'Agnieszka Holland, Prix Alfred-Bauer 2017